# Como te voy a olvidar
«Cómo te voy a olvidar» es una canción del grupo mexicano Los Ángeles Azules. La canción se estrenó por primera vez a mediados del año 1996, para el álbum del mismo nombre de los Ángeles Azules, siendo el sencillo principal del disco. Una nueva versión en colaboración con el cantante argentino (e integrante de Los Fabulosos Cadillacs) Vicentico, se estrenó el 17 de julio del 2020 como el último sencillo para álbum De Buenos Aires para el mundo (2020).

## Antecedentes y lanzamiento
La canción escrita por Jorge Mejía Avante, fue estrenada por primera vez como sencillo en 1996, para el álbum de estudio Como te voy a olvidar de Los Ángeles Azules, siendo interpretada por el vocalista Carlos Becies.

## Versión con Vicentico
Una nueva versión, está vez en colaboración con el cantante argentino Vicentico, fue producida por Camilo Lara y se estrenó como el sexto y último sencillo del disco De Buenos Aires para el mundo el 17 de julio del 2020.

### Presentaciones en vivo
La canción fue interpretada por ambos artistas en los eventos Los 40 principales, y en el programa de televisión Va por ti de México en el año 2021.

### Posicionamiento en listas
| Listas (2020)                   | Mejor posición |
| ------------------------------- | -------------- |
| México (Mexico Airplay)         | 15             |
| México (Mexico Español Airplay) | 22             |